# Kiyoshi Uematsu
Kiyoshi Uematsu Treviño (Portugalete, 10 de julio de 1978) es un deportista español que compitió en judo. Es el hermano del también judoka Kenji Uematsu.
Ganó una medalla en el Campeonato Mundial de Judo de 2005 y tres medallas en el Campeonato Europeo de Judo entre los años 2003 y 2008. Participó en tres Juegos Olímpicos de Verano, su mejor actuación fue un noveno puesto logrado en Sídney 2000 en la categoría de –66 kg.

## Palmarés internacional
| Campeonato Mundial | Campeonato Mundial    | Campeonato Mundial | Campeonato Mundial |
| Año                | Lugar                 | Medalla            | Categoría          |
| ------------------ | --------------------- | ------------------ | ------------------ |
| 2005               | El Cairo (Egipto)     | Medalla de bronce  | –73 kg             |
| Campeonato Europeo |                       |                    |                    |
| Año                | Lugar                 | Medalla            | Categoría          |
| 2003               | Düsseldorf (Alemania) | Medalla de plata   | –73 kg             |
| 2004               | Bucarest (Rumania)    | Medalla de oro     | –73 kg             |
| 2008               | Lisboa (Portugal)     | Medalla de plata   | –73 kg             |